# Cyrtandra subumbellata
Cyrtandra subumbellata är en tvåhjärtbladig växtart som först beskrevs av Wilhelm B. Hillebrand, och fick sitt nu gällande namn av Harold St.John och William Bicknell Storey. Cyrtandra subumbellata ingår i släktet Cyrtandra och familjen Gesneriaceae. Inga underarter finns listade i Catalogue of Life.